# Friedrich Gottlob Keller
Pour les articles homonymes, voir Keller.
Friedrich Gottlob Keller (né le 27 juin 1816 à Hainichen et mort le 8 septembre 1895 à Krippen) est un inventeur allemand. Au XIXe siècle, il développe le procédé de fabrication du papier à partir de la pâte mécanique, qui est encore utilisée aujourd'hui. Il crée ainsi la base de la production industrielle de masse de papier bon marché. 

## Biographie

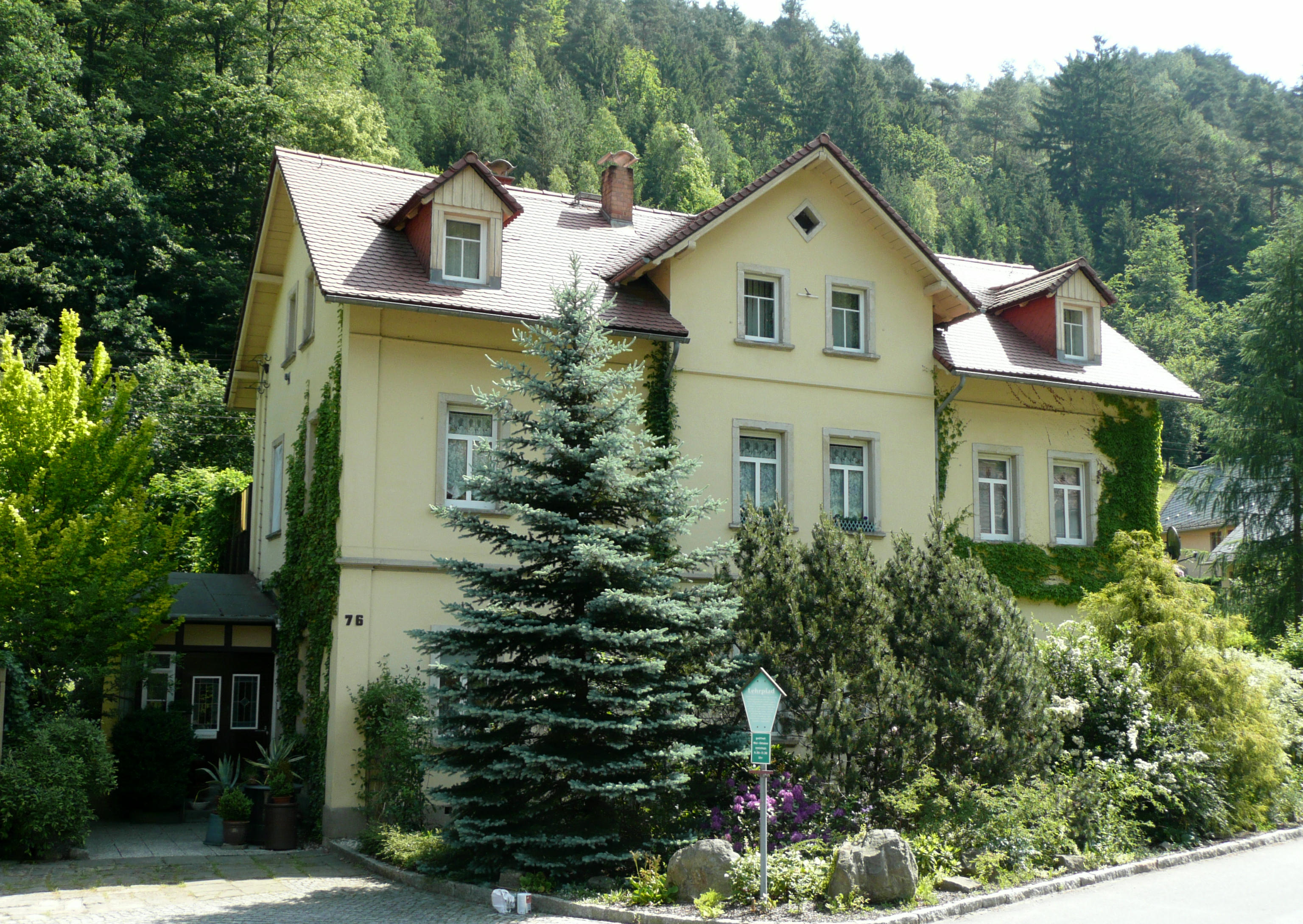
La maison de Keller à Krippen

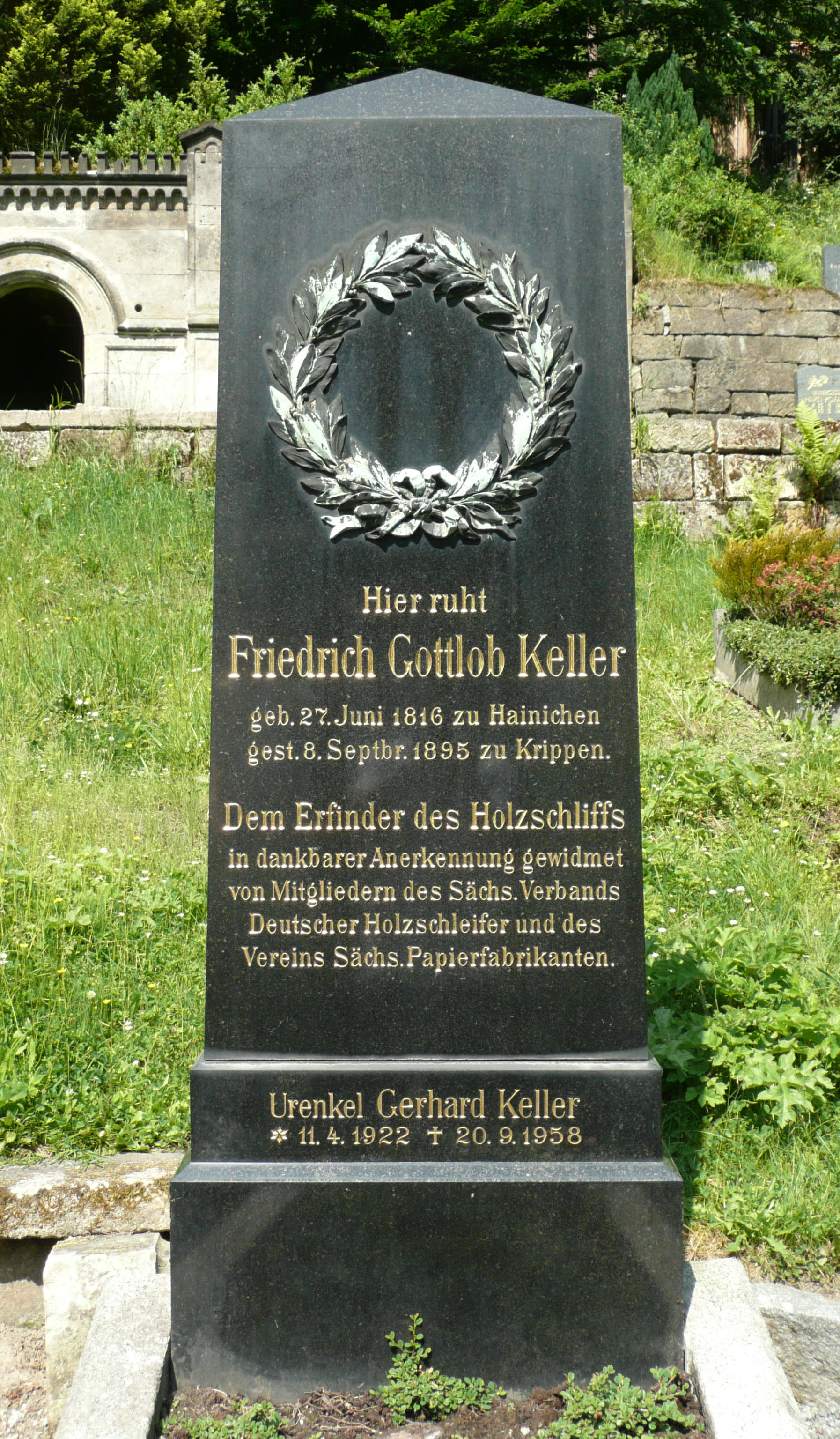
Pierre tombale à Krippen

Friedrich Gottlob Keller est le fils d'un maître tisserand. Il s'intéresse à la technologie et à la mécanique depuis l'enfance. Cependant, le souhait qui en résulte de devenir mécanicien ne peut pas être financé par ses parents, alors il termine un apprentissage de tisserand et de relieur de feuilles. En 1839, il acquiert les droits d'un maître tisserand à Hainichen. 
Keller est considéré comme un esprit agité, un bricoleur et un inventeur, qui ne trouve aucune satisfaction dans sa profession d'origine. Il s'est plutôt intéressé aux suggestions d'améliorations et d'innovations dans les processus technico-mécaniques. Des projets ont survécu dans lesquels il a traité, entre autres, de la télégraphie, des améliorations de l'équipement agricole et d'un appareil de levage d'eau. 
Avec sa principale invention, le papier à base de pâte de bois, il aborde l'un des problèmes industriels les plus pressants de son époque. La méthode de production de papier à partir de chiffons textiles (rags), qui est courante jusqu'alors, a déjà atteint ses limites vers 1700 en raison du manque de chiffons. Mais c'est précisément dans la première moitié du XIXe siècle que la demande de papier augmente. Le papier est nécessaire en grandes quantités pour l'industrie naissante de la presse, pour l'emballage, le carton, le papier à lettres et bien d'autres usages. 
Dans les notes manuscrites de Keller, qu'il a conservées sous la forme d'un livre d'idées, on trouve l'idée de "fabriquer du papier à partir de fibres de bois produites par friction" en 1841/42. En mettant en œuvre cette idée, il a rappelé que les nids de guêpes sont constitués de fibres de bois salivé. À la fin de 1843, Keller réussit à produire du papier à partir d'un mélange de bois finement broyé et de chiffons. 
Deux ans plus tard, Keller acquis une usine de papier à Kühnhaide près de Marienberg dans les Monts Métallifères pour l'exploitation industrielle de son invention. Cependant, ses tentatives de capitaliser sur son invention échouent en raison d'un manque de compétences commerciales et d'une insuffisance de fonds propres. En outre, une partie de l'usine est détruite lors d'une inondation, ce qui contraint Keller endetté est forcée de remettre son brevet de production de papier au fabricant Heinrich Voelter (de) (1817-1887) de Heidenheim en 1846, qui développe ensuite avec Johann Matthäus Voith (de) (1803-1874) le procédé de pâte mécanique. 
En 1853, Keller s'installe à Krippen et y exploite un atelier de mécanique. Par la suite, l'inventeur se consacre au développement d'outils de mesure forestière et à la fabrication de machines de fraisage et de rabotage. Il n'est pas en mesure de rembourser ses dettes. Seul un appel au public en 1892 permet de verser une pension mensuelle à partir des collectes. L'appel a également pour effet de sensibiliser le public aux mérites de Keller, de sorte qu'il est honoré et récompensé dans ses vieux jours. Le monument technique de Neumannmühle à Kirnitzschtal près de Bad Schandau le rappelle comme l'inventeur de la pâte à papier.

## Mérite
Le mérite de Keller réside dans l'introduction de la fibre de bois dans la production de papier. Cette expansion de la base de matières premières rend possible la production industrielle de papier à grande échelle et bon marché. Cela jette les bases du développement de l'industrie polygraphique et de la production moderne de journaux. Le Frankenberger Kreisblatt de 1845 est le premier journal à être imprimé sur le nouveau papier de Keller. Il est appelé à tort le premier journal du monde. De cette façon, Keller peut également représenter une part importante de la large diffusion des connaissances et des informations. Il est impliqué dans le fait que le papier, dans ses nombreuses formes d'utilisation, trouve sa place dans la vie quotidienne des gens. 

## Honneurs

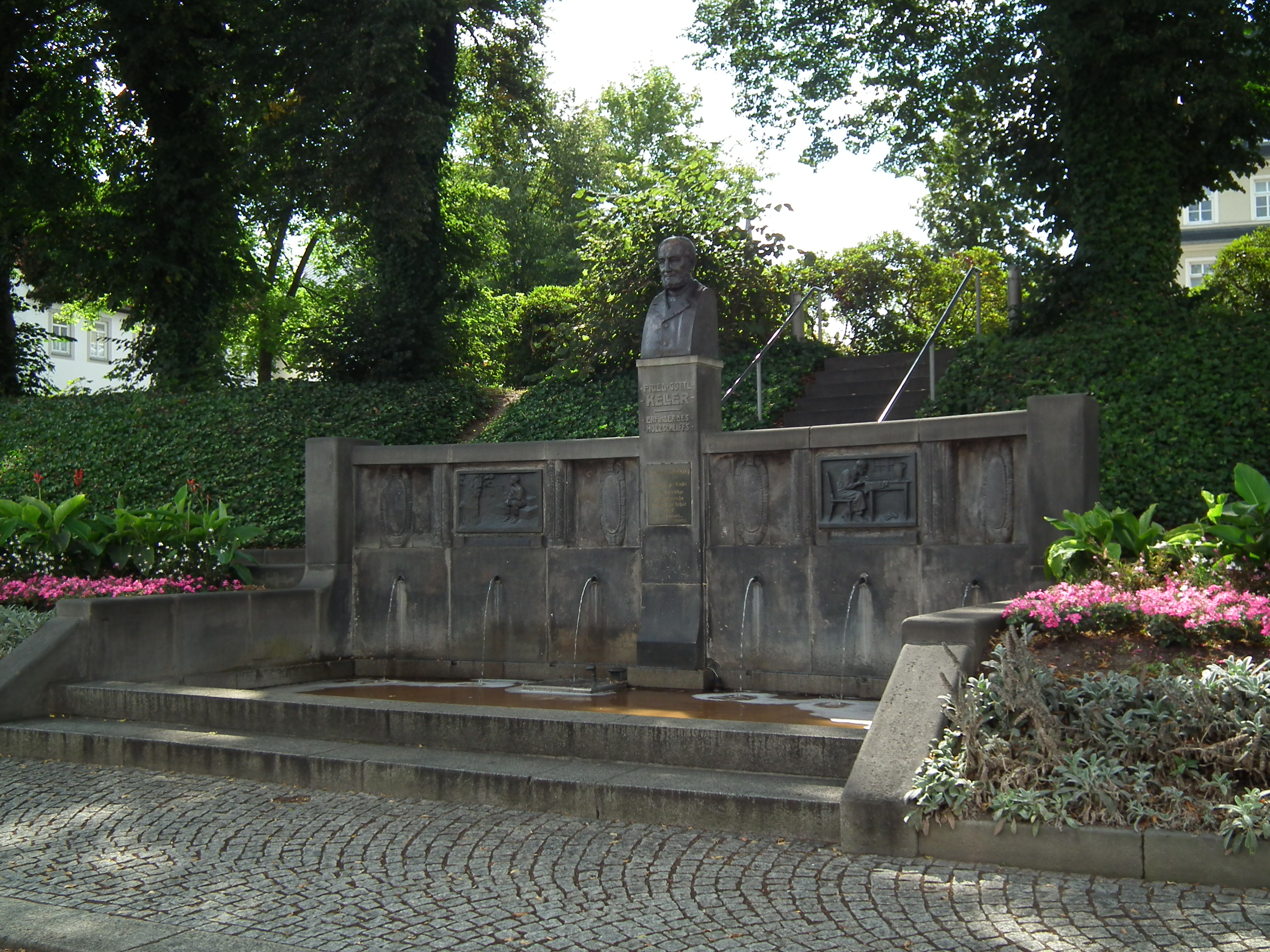
Monument à Hainichen

- En son honneur, un musée est installé dans son ancienne maison de Krippen, Friedrich-Gottlob-Keller-Strasse 76.
- Sa ville natale de Hainichen le fait citoyen d'honneur en 1893 et érige ensuite un mémorial.
- Le Royaume de Saxe l'honore en 1893 en lui conférant l'Ordre du Mérite civil de Saxe deuxième classe[2].
- L'Association des ingénieurs en papier académique de l'Université technique de Dresde décerne la médaille Friedrich Gottlob Keller pour des réalisations scientifiques, techniques ou industrielles exceptionnelles dans le domaine de la technologie du papier.

## Archives
- Collection de cave au Musée Gellert Hainichen [3]
- Musée allemand du livre et de l'écriture de la Bibliothèque nationale allemande de Leipzig